# Liste des US Routes en Géorgie
Les US Routes en Géorgie comprennent les US Routes suivantes en Géorgie.

## Liste
| Numéro | Longueur (mi) | Longueur (km) | Terminus sud / ouest                                              | Terminus nord / est                                                                          | Créée | Notes                               |
| ------ | ------------- | ------------- | ----------------------------------------------------------------- | -------------------------------------------------------------------------------------------- | ----- | ----------------------------------- |
| US 1   | 222,90        | 358,72        | US 1 / US 23 / US 301 / SR 4 / SR 15 à la frontière de la Floride | US 1 / US 25 / US 78 / US 278 / SR 10 / SR 121 / SC 121 à la frontière de la Caroline du Sud | 1926  |                                     |
| US 11  | 22,92         | 36,89         | US 11 / SR 58 à la frontière de l'Alabama                         | US 11 / SR 58 à la frontière du Tennessee                                                    | 1926  | En multiplex complet avec la SR 58  |
| US 17  | 124,20        | 199,88        | US 17 / SR 25 à la frontière de la Floride                        | US 17 / SR 404 Spur à la frontière de la Caroline du Sud                                     | 1926  |                                     |
| US 19  | 348,00        | 560,00        | US 19 / SR 3 / SR 300 à la frontière de la Floride                | US 19 / US 129 / SR 11 à la frontière de la Caroline du Nord                                 | 1926  |                                     |
| US 23  | 391,69        | 630,36        | US 1 / US 23 / US 301 / SR 4 / SR 15 à la frontière de la Floride | US 23 / US 441 / SR 11 à la frontière de la Caroline du Nord                                 | 1930  |                                     |
| US 25  | 190,00        | 305,80        | US 17 / SR 25 à Brunswick                                         | US 1 / US 25 / US 78 / US 278 / SR 10 / SR 121 / SC 121 à la frontière de la Caroline du Sud | 1929  |                                     |
| US 27  | 356,09        | 573,07        | US 27 / SR 1 à la frontière de la Floride                         | US 27 / SR 1 à la frontière du Tennessee                                                     | 1926  | En multiplex complet avec la SR 1   |
| US 29  | 208,00        | 334,74        | US 29 / SR 14 à la frontière de l'Alabama                         | US 29 / SR 8 à la frontière de la Caroline du Nord                                           | 1926  |                                     |
| US 41  | 387,00        | 623,00        | US 41 / SR 7 à la frontière de la Floride                         | US 41 / US 76 / SR 3 à la frontière du Tennessee                                             | 1926  |                                     |
| US 76  | 150,70        | 242,50        | US 41 / US 76 / SR 3 à la frontière du Tennessee                  | US 76 / SR 2 à la frontière de la Caroline du Sud                                            | 1926  |                                     |
| US 78  | 233,30        | 375,50        | US 78 / SR 8 à la frontière de l'Alabama                          | US 1 / US 25 / US 78 / US 278 / SR 10 / SR 121 / SC 121 à la frontière de la Caroline du Sud | 1926  |                                     |
| US 80  | 296,00        | 476,37        | US 80 / SR 22 à la frontière de l'Alabama                         | SR 26 / 16th Street à Tybee Island                                                           | 1926  |                                     |
| US 82  | 232,00        | 373,40        | US 82 / SR 50 à la frontière de l'Alabama                         | I-95 / US 17 / SR 25 / SR 520 à Brunswick                                                    | 1948  |                                     |
| US 84  | 258,00        | 415,21        | US 84 / SR 38 à la frontière de l'Alabama                         | I-95 / SR 38 à Midway                                                                        | 1948  | En multiplex complet avec la SR 38  |
| US 123 | 17,70         | 28,49         | US 23 / US 441 / SR 365 près de Clarkesville                      | US 123 / SR 365 à la frontière de la Caroline du Sud                                         | 1926  | En multiplex complet avec la SR 365 |
| US 129 | 375,00        | 603,50        | US 129 / SR 11 à la frontière de la Floride                       | US 19 / US 129 / SR 11 à la frontière de la Caroline du Nord                                 | 1926  |                                     |
| US 221 | 264,91        | 426,33        | US 221 / SR 76 à la frontière de la Floride                       | US 221 / SR 150 à la frontière de la Caroline du Sud                                         | 1954  |                                     |
| US 278 | 232,00        | 373,37        | US 278 / SR 6 à la frontière de l'Alabama                         | US 1 / US 25 / US 78 / US 278 / SR 10 / SR 121 / SC 121 à la frontière de la Caroline du Sud | 1955  |                                     |
| US 280 | 251,00        | 403,95        | US 280 / SR 520 à la frontière de l'Alabama                       | US 80 / SR 26 / SR 30 à Blichton                                                             | 1954  |                                     |
| US 301 | 170,00        | 273,59        | US 1 / US 23 / US 301 / SR 4 / SR 15 à la frontière de la Floride | US 301 / SR 73 à la frontière de la Caroline du Sud                                          | 1926  |                                     |
| US 319 | 206,26        | 331,95        | US 319 / SR 35 à la frontière de la Floride                       | US 1 / SR 4 / SR 78 à Wadley                                                                 | 1937  |                                     |
| US 341 | 226,00        | 364,00        | US 17 / SR 25 / SR 27 à Brunswick                                 | US 41 / SR 7 / SR 18 à Barnesville                                                           | 1926  |                                     |
| US 378 | 23,30         | 37,50         | US 78 / SR 10 / SR 17 / SR 47 à Washington                        | US 378 / SR 43 à la frontière de la Caroline du Sud                                          | 1952  |                                     |
| US 411 | 99,70         | 160,45        | US 411 / SR 53 à la frontière de l'Alabama                        | US 411 / SR 61 à la frontière du Tennessee                                                   | 1934  |                                     |
| US 441 | 354,20        | 570,03        | US 441 / SR 89 à la frontière de la Floride                       | US 23 / US 441 / SR 11 à la frontière de la Caroline du Nord                                 | 1926  |                                     |
|        |               |               |                                                                   |                                                                                              |       |                                     |